# Magyar Automobil Részvénytársaság, Arad

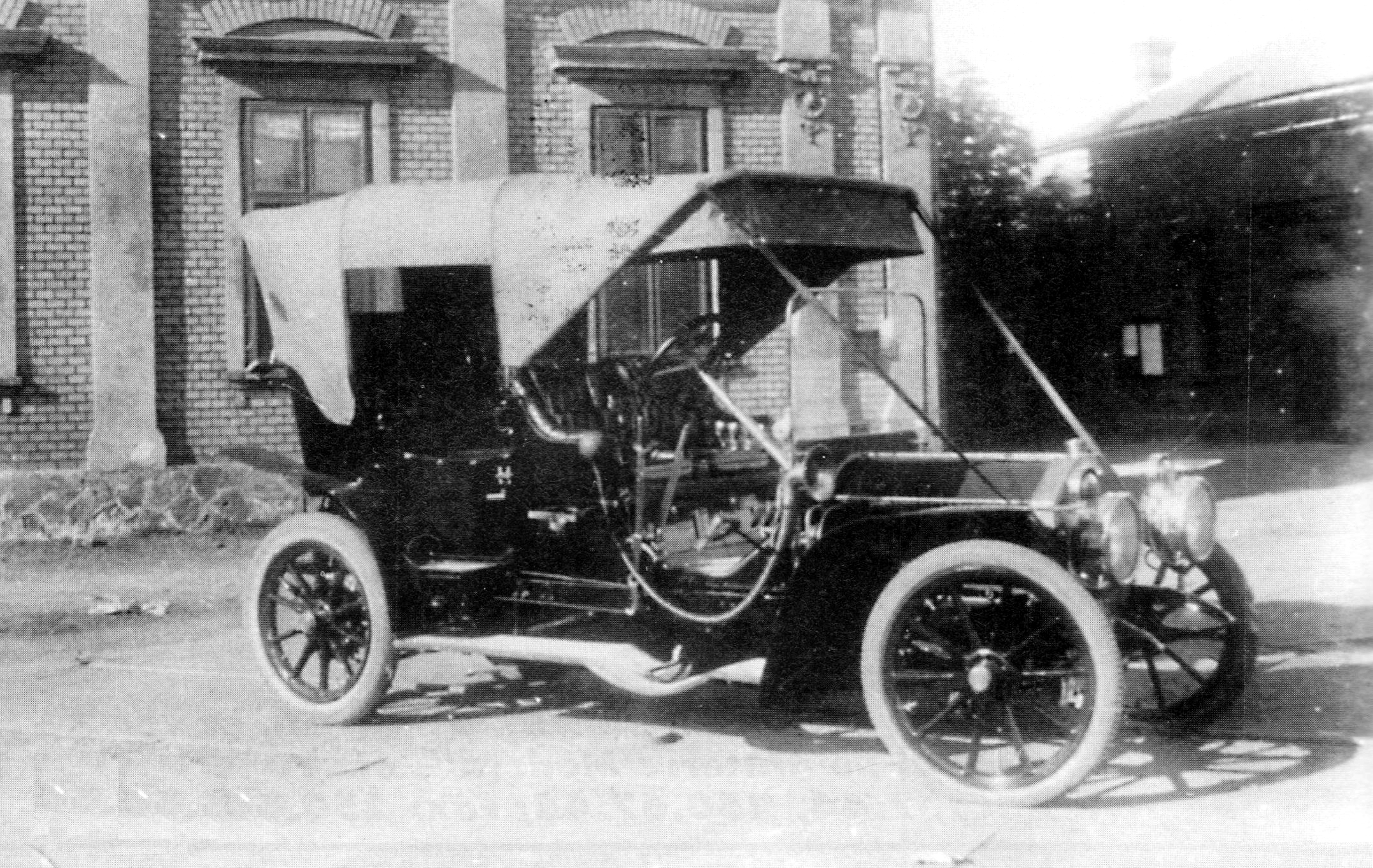
MARTA 35-45 HP, double-phaeton karosszériával

Magyarországon az első kifejezetten autógyártásra tervezett gyárat 1909-ben Aradon Magyar Automobil Részvénytársaság Westinghouse Rendszer (más néven Magyar Automobil Részvénytársaság, Arad, rövidítve: MARTA) néven avatták fel. A magyar autógyártás történetének egyik legjelentősebb típusa a cégnév rövidítéséből adódó nevet kapott.
Kezdetben az amerikai Westinghouse cég franciaországi, Le Havre-i leányvállalatának fiókjaként működött.  Tehergépkocsikat, autóbuszokat, valamint egy Marta nevű személyautót gyártottak.
1912-ben a  Westinghouse cég francia leányvállalata csődbe ment, a MARTA  céget az Austro-Daimler vette át. A cég vezérigazgatója 1912-ben az okleveles gépészmérnök végzettségű Haltenberger Samu lett, aki már 1898-tól a Magyar Királyi Postánál dolgozott. Haltenbergernek  kulcsszerepe volt abban, hogy a posta motorizálásának keretében a posta magyar gyártású gépjárműveket vásárolt. A Posta hamarosan a Martától rendelte meg 175 autóbuszból álló állományát. A  megfelelő öt tonnás alváz licenciáját a német Daimler cégtől vásárolták meg.
1915-ben a német Benz cég (amely akkor még nem egyesült a Daimlerrel, hanem önálló autógyár volt) vásárolta meg a MARTA cég tulajdonjogát.
Továbbra is Marta márkanév alatt Austro-Daimler személygépkocsikat gyártottak, többek között az első 150 budapesti taxit is, valamint Daimler teherautókat.[forrás?]

## Modelljei
„A főváros lakosságának, különösen a századfordulótól észlelt erőteljes növekedése, a forgalom, az utazási igények növekedését is magával hozta. Ezt látván határozott úgy 1912-ben a főváros tanácsa, hogy a több európai nagyvárosban már bevált taxiközlekedést Budapesten is bevezeti. Az előzetes puhatolódzó tárgyalások szerint két vállalat kapott volna taxigépkocsik forgalomba állítására engedélyt; a válságán túljutóban lévő aradi MARTA és az 1912-ben főként e célra létrehozott aszódi Lloyd gyárak. Az előbbi 200 benzinüzemű, az utóbbi 150 villamos hajtású gépkocsit üzemeltetett volna. Mind a Magyar Automobil Részvény Társaság Arad, mind a Magyar Lloyd Automobil- és Motorgyár Rt. úgy határozott, hogy az általuk üzemeltetni kívánt járműveket maguk fogják gyártani: a MARTA az Austro-Daimler, a Lloyd a brémai Lloyd autógyár licenciája alapján. Aradon 1912-ben beindult a taxigyártás, így azok első 25, sötétzöld színű példánya a fenti időpontban már forgalomba is állhatott.”

– Zsuppán István, Anno ...

A négyhengeres 20 LE teljesítményű motorral ellátott modellt a Budapesten 1913-ban megalakult első taxi-vállalat (a Szürketaxi) is használta.
is ezeket használta. A másik, 18/22 jelű modellnek négyhengeres, vízhűtéses, 2,3 l-es motorja és limuzin- vagy túrakocsi-karosszériája volt. Bár ezek az autók  nehézkesek voltak,  ám kiválóan állták a Magyarországon akkoriban az autózás szempontjából kiépítetlen utak viszontagságait is.
Az első világháború kitörése véget vetett az ígéretes autógyártásnak. Az első világháború alatt a gyár már csak repülőgépmotorokat állított elő.

## Az első világháború után
Az 1918-as impériumváltás után a gyártelep ASTRA néven működött tovább és az autógyártás nem folytatódott.  Ekkoriban már nem a Daimlerhez, hanem a Weitzerhez tartozott. A gyártást 1926-ban áttelepítették  Brassóba.
Budapesten 1922-től folytatódott a taxiforgalom, de akkor is úgy, hogy a hadseregtől kellett béreni  50 járművet. A Marta kiesése után 1924-től 
a Magyar Általános Gépgyár Rt. (MÁG) foglalkozott a járművek pótlásával illetve  korszerűsítésével. A Magomobil illetve Magotax nevű járműveknek a MÁG csupán az alvázait szállította, a  kocsiszekrényeket a taxivállalat készítette saját, üzemében. Az 1920-as évek végén a még  használható MARTA járműveket  felújították, egyidejűleg új karosszériával is ellátva őket. Sajátos, hogy a  járműpark újabb korszerűsítése alkalmával, 1938 és 1940 folyamán az egyszer már átalakított MARTA-kat újra elővették és átalakították.